# كونسيسلوس كيبروتو

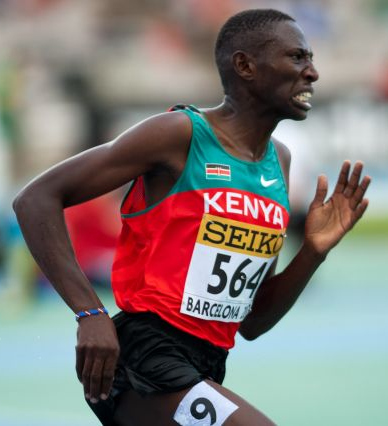
كونسيسلوس كيبروتو في عام 2012.

كونسيسلوس كيبروتو (بالإنجليزية: Conseslus Kipruto) (8 ديسمبر 1994) عداء كيني في المسافات المتوسطة وينافس في سباقات الموانع ولقد فاز بالميدالية الذهبية في دورة الألعاب الأولمبية الصيفية 2016 في سباق 3000 متر موانع برقم قياسي أولمبي جديد قدر 8 دقائق وثلاث ثواني وثمانية وعشرون جزء من الثانية.
كما فاز بالميدالية الذهبية خلال بطولة العالم لألعاب القوى في مدينة لندن سنة 2017 .

## روابط خارجية
- كونسيسلوس كيبروتو على موقع الاتحاد الدولي لألعاب القوى (الإنجليزية)
- كونسيسلوس كيبروتو على موقع الدوري الماسي (الإنجليزية)
- كونسيسلوس كيبروتو على موقع اللجنة الأولمبية الدولية (الإنجليزية)
- كونسيسلوس كيبروتو على موقع أوليمبيديا (الإنجليزية)